# Dodijalo pajdo
Dodijalo pajdo je peti album hrvatskog glazbenika Mate Bulića.
Izašao je 1997. godine.

## Popis pjesama
1. Dodijalo pajdo
2. Pivaj tico
3. Volio sam i ja jednom
4. Žuta ruža
5. Trusa
6. Vino i rakija
7. Oj djevojko Hercegovko
8. Ej sudbino sestro
9. Rob ljubavi
10. Bosa Mara Bosnu pregazila